# Can Coll (Sant Iscle de Vallalta)
Can Coll és una obra de Sant Iscle de Vallalta (Maresme) protegida com a Bé Cultural d'Interès Local.

## Descripció
Masia de planta rectangular, de dos pisos amb la coberta a doble vessant situada al nord del nucli de Sant Iscle de Vallalta. Presenta també una construcció d'una sola planta adossada a la paret orientada a nord-oest. El carener està situat paral·lel a la façana principal. Trobem algunes obertures en forma d'arc escarser però la majoria són petites finestres de llinda plana.